# Kari Veiteberg
Kari Veiteberg (ur. 4 lutego 1961) – norweska duchowna luterańska, w latach 2017–2024 biskup Oslo.

## Życiorys
Veiteberg ukończyła teologię luterańską na Uniwersytecie w Oslo w 1988, a rok później zdała egzamin teologiczny na Seminarium w Oslo. W 1992 przyjęła święcenia kapłańskie w katedrze Nidaros. W 2006 zyskała tytuł doktora. Do 2017 pełniła funkcję pastora Bymisjonssenteret Tøyenkirken, organizacji misyjnej. 13 września 2017 została wybrana biskupem Oslo jako pierwsza kobieta w historii. W 2021 wydała książkę Bibelen på 200 sider (pl. Biblia w 200 stronach). Urząd biskupa pełniła do 17 grudnia 2024 roku, a z początkiem następnego roku powróciła do pracy w organizacji misyjnej.